# Walibi Rhône-Alpes
Koordinaten: 45° 37′ 17″ N, 5° 34′ 13″ O
Walibi Rhône-Alpes ist ein Freizeitpark in Les Avenières bei Lyon. Er gehört zur Walibi-Gruppe, die seit 2006 der französischen Parkkette Grévin & Cie gehört. Der Name „Walibi“ leitet sich von den Anfangsbuchstaben der umliegenden Gemeinden Wavre, Limal und Bierges in  Belgien.

## Geschichte
Der Park wurde 1979 als Avenir Land eröffnet und 1989 von Walibi übernommen. 1997 wurde der zur Walibi-Gruppe gehörende Park von der Gruppe Six Flags übernommen, die sich aber im Jahre 2005 komplett vom europäischen Markt zurückzog. So wurde die Walibi-Gruppe erst an Star Parks und schließlich an die französische Parkkette Grévin & Cie verkauft, zu der auch der Parc Astérix gehört.
Zu den neusten Erweiterungen des Parks zählt der parkinterne Wasserpark „Aqualibi“, für den eine ehemalige Wildwasserbahn weichen musste.

## Attraktionen

### Achterbahnen
| Name              | Typ                  | Hersteller                 | Eröffnet |
| ----------------- | -------------------- | -------------------------- | -------- |
| Coccinelle        | Large Tivoli Coaster | Zierer Rides               | 1992     |
| EqWalizer         | Boomerang-Achterbahn | Vekoma                     | 1988     |
| Mahuka            | Launched Coaster     | Intamin                    | 2024     |
| Mystic            | Infinity Coaster     | Gerstlauer Amusement Rides | 2019     |
| Timber            | Holzachterbahn       | The Gravity Group          | 2016     |
| WoodStock Express | Wilde Maus           | Zamperla                   | 2002     |

Von Mitte der 1980er Jahre bis 1992 befand sich außerdem noch eine Zyklon-Achterbahn mit dem Namen Le Grand Huit im Park.

### Wasserattraktionen
| Name             | Typ                   | Hersteller | Eröffnet |
| ---------------- | --------------------- | ---------- | -------- |
| Bambooz River    | Wildwasserbahn        | Soquet     | 2012     |
| Concert'O        | Kinder-Wildwasserbahn | Interlink  | 2013     |
| Radja River      | Rapid River           | Intamin    | 1989     |
| Surf Music       | Hara Kiri Raft Slide  | Van Egdom  | 2000     |
| Tam Tam Aventure | Tow Boat Ride         | Soquet     | 1992     |

### Weitere Attraktionen
| Name             | Typ                   | Hersteller    | Eröffnet |
| ---------------- | --------------------- | ------------- | -------- |
| Bamba            | Calypso               | Schwarzkopf   |          |
| Be Bop           | Familien Freifallturm | Zamperla      | 2008     |
| Carrousel        | Nostalgiekarussell    |               | 2014     |
| Chevauchée       | Pferdereitbahn        | Soquet        |          |
| Cinéma 4D        | 4D-Kino               |               | 2011     |
| Galion           | Pirate Boat           | Huss Rides    | 1989     |
| Melody Road      | Oldtimer Rundkurs     | Soquet        | 1992     |
| On Air           | Magic Bikes           | Zamperla      | 2015     |
| Qwads            | Kinder-Go-Kartbahn    | Joytech       | 1990     |
| Skunx Tower      | Vertikalfahrt         | S&S Worldwide | 1998     |
| Stock Cars       | Autoscooter           | Reverchon     | 1992     |
| Tomahawk         | Inverter              | Chance Rides  |          |
| Volt-O-Vent      | Fliegendes Haus       | Zamperla      | 2016     |
| W.A.B. Band Tour | Kindereisenbahn       | Zamperla      | 1990     |
| W.A.B. Tour      | Parkeisenbahn         | Soquet        |          |

## Galerie

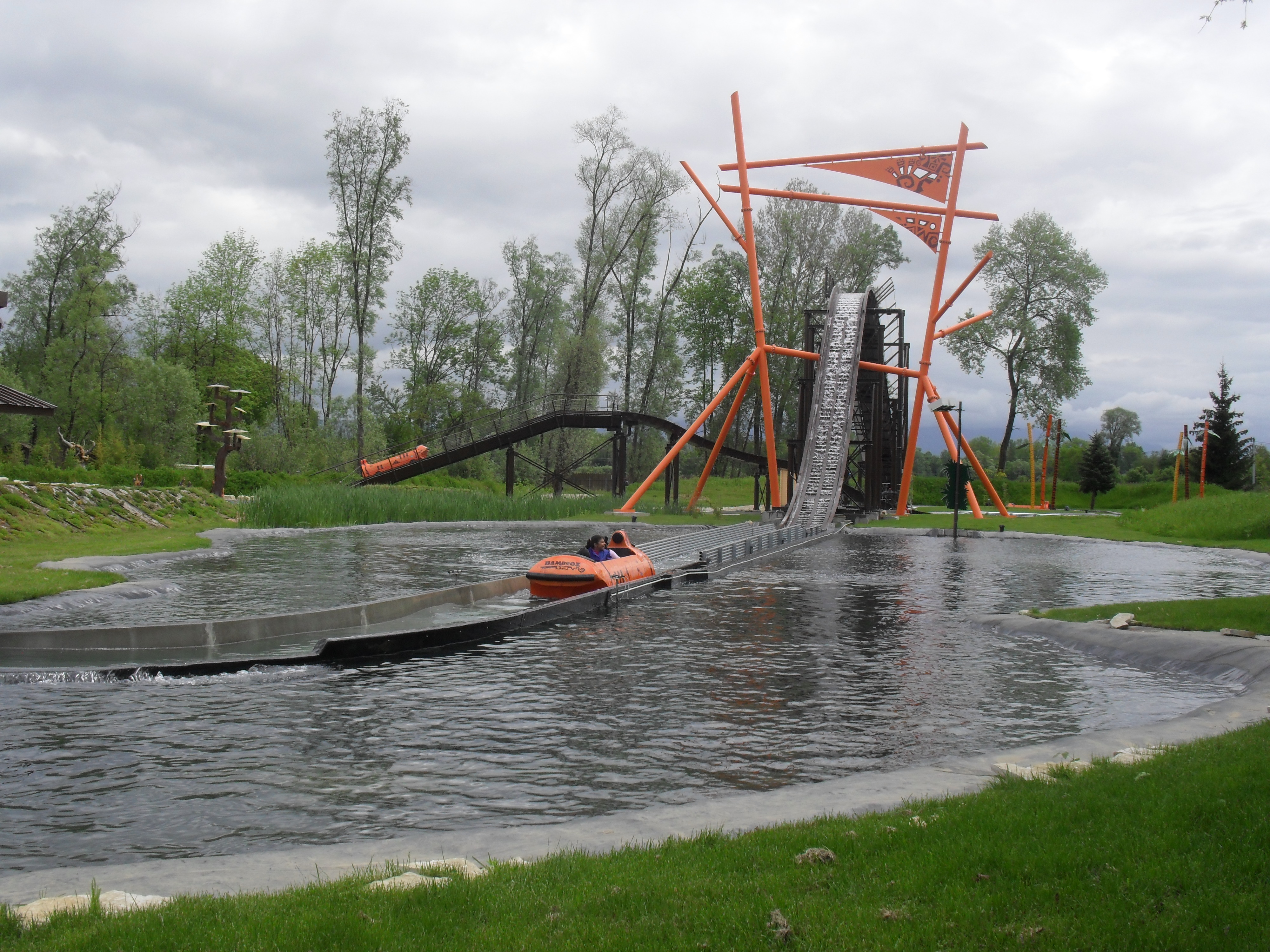
Bambooz River
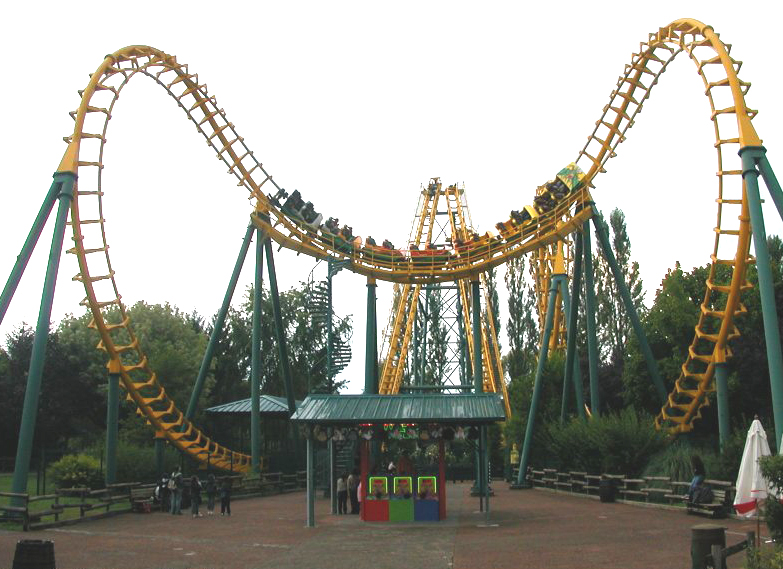
EqWalizer
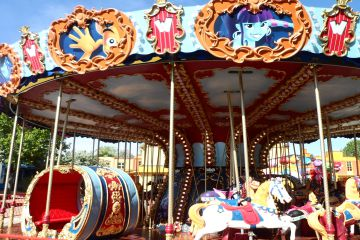
Carrousel
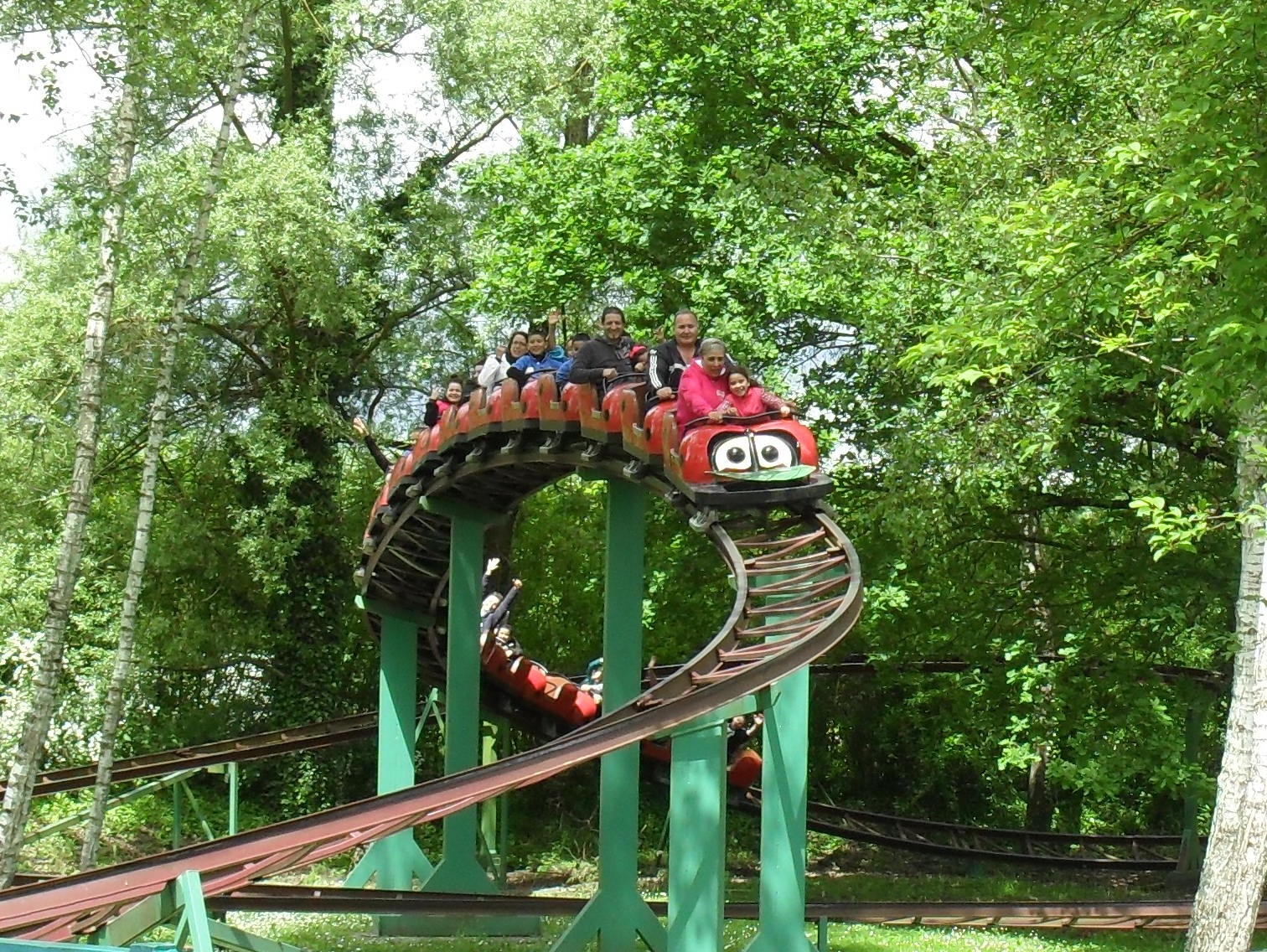
Coccinelle
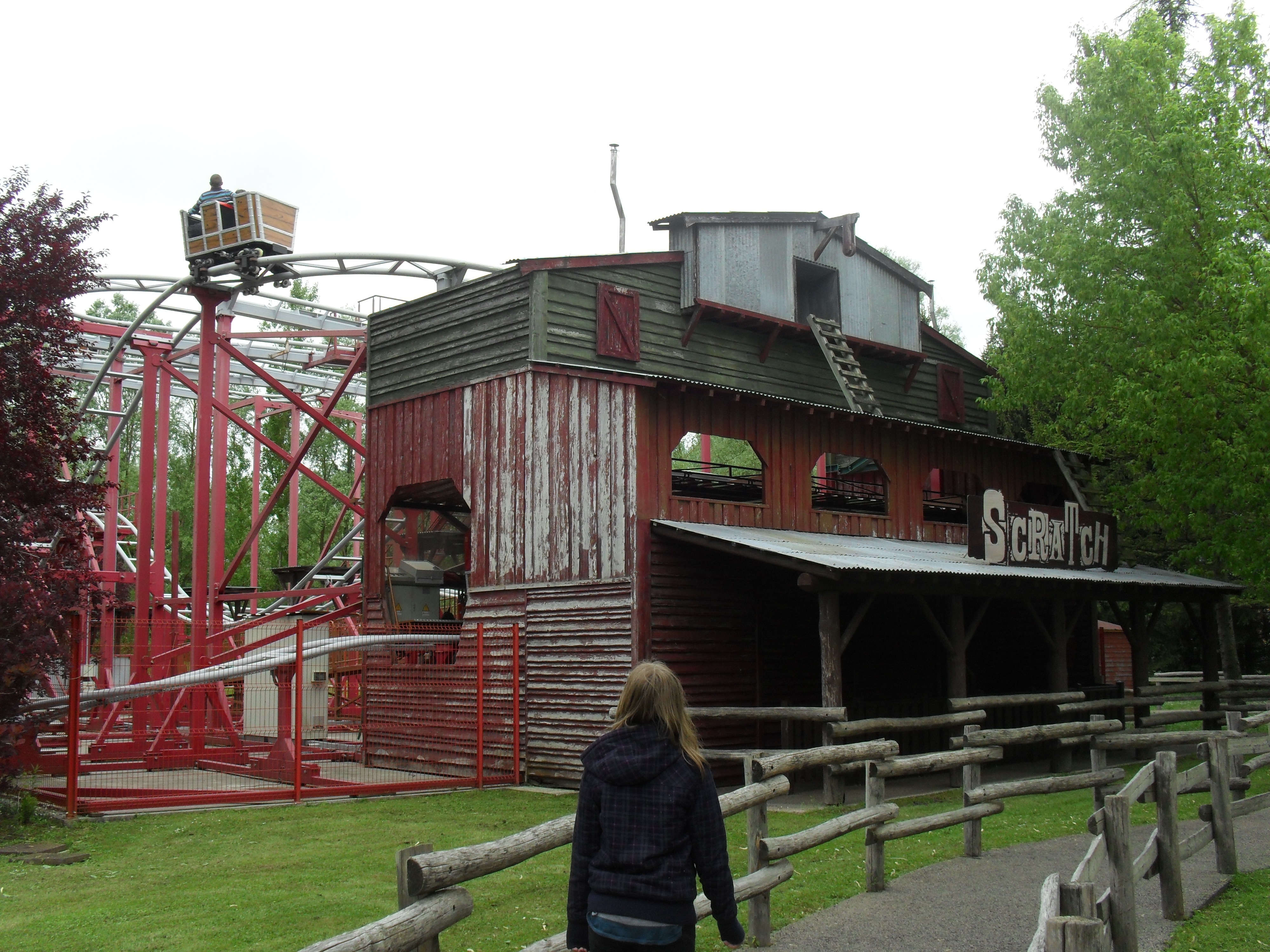
WoodStock Express
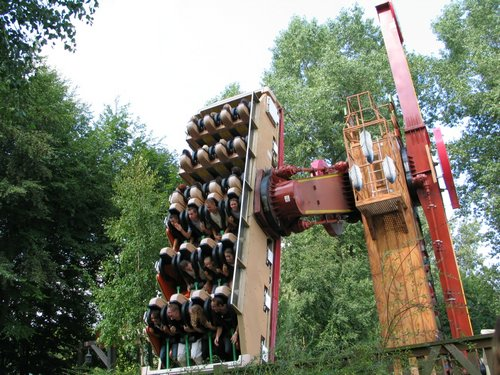
Tomahawk
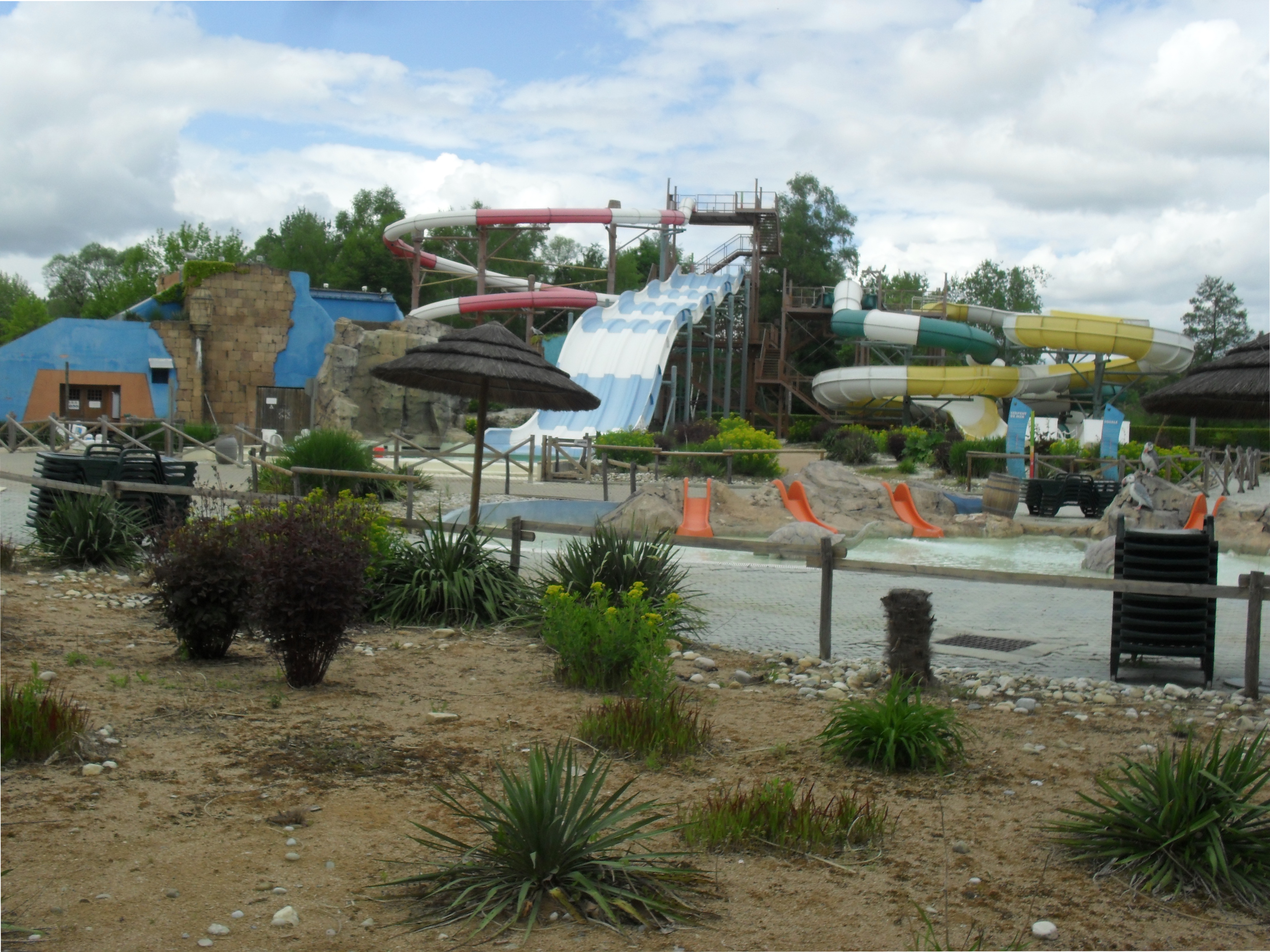
Aqualibi

## Wasserpark Aqualibi
Der parkeigene Wasserpark hat eine Größe von rund 13.000 m² und eine ganzjährige Wassertemperatur von 25 °C. Zum Wasserpark gehören unter anderem ein Wellenbecken und zahlreiche Wasserrutschen.
Gemäß der Website des Betreibers ist der Wasserpark dauerhaft geschlossen; er soll durch eine neue Attraktion, Exotic Island ! ersetzt werden.